# Jason Wiles
Jason Austin Wiles (Kansas City, Missouri, 1970. április 25. –) amerikai színész, akit elsősorban a Harmadik műszak c. sorozatban játszott szerepe tett ismertté.

## Család
Lexanaból, Kansasből származik. Mindig is színész akart lenni. Statisztaként kezdte pályafutását.

## Színészi véna
19 évesen szerepelt először egy filmben, igaz csak fél percig volt látható a Mr. és Mrs. Bridge-ben. Sokáig reklámfilmekben is játszott. A nagy áttörést A nagyfiúk nem sírnak című film jelentette számára. Szerepelt egy Bon Jovi videóklipben is, ahol egy festőt alakít (Always).

## Filmjei
- Élő Pokol (film) 2008
- Harmadik műszak (sorozat)
- A Zodiákus (film) 2007
- Kavargó emlékek (film) 1997
- Megoldatlan egyenletek (film) 1995
- Kicking and Screaming (film) 1995
- Beverly Hills 90210 (sorozat) 1990

## Család
Gyermekként nagyon eleven volt, s sok időt töltött el a kansasi rendőrőrs lakói között. Gyermekei: Georgia (2001. július) és Wilke (2004. július). Los Angelesben él, de sok időt tölt New Yorkban is. 1996-ban november 16-án kötött házasságot feleségével, Joanne-nal.

## Látható volt
- MTV’s Beat Seekers (2002) önmagát alakította
- Vészhelyzet (2002-egy epizód) Boscót alakította
- Karácsony a Rockefeller Centerben (2001) önmagát alakította
- VH1 lista (1999) önmaga volt
- Rosie O’Donell Show (1999) önmaga szerepében
- People’s Choice Awards (1999) önmaga alakításában

## Színház
Feltűnt néhány amerikai színházi produkcióban is, így látható volt 2003-ban a Safe-ben, mint Truss, illetve 2002-ben a Mass Appeal-ban Mark Dolson szerepében.